# Venus in bont
Venus in bont (Duits: Venus im Pelz) is een novelle van de Oostenrijkse schrijver Leopold von Sacher-Masoch. De novelle was onderdeel van het in 1870 uitgebrachte eerste deel van het onvoltooid gebleven Das Vermächtnis Kains.

## Verhaallijn
Een niet bij naam genoemde verteller beschrijft aan zijn vriend Severin een droom die hij gehad heeft, waarin hij in gesprek was met Venus over de rol van mannen en vrouwen in de liefde. Severin toont hem een schilderij waarop Venus afgebeeld staat in een vergelijkbare verschijning als in zijn droom en raadt hem aan zijn manuscript te lezen. In het manuscript ontmoet Severin de weduwe Wanda, waarop hij verliefd wordt. Wanda is echter niet verzot op het idee zich opnieuw te onderwerpen aan een man, waarop Severin aanbiedt zich aan haar te onderwerpen. Wanda staat hier in beginsel wat twijfelachtig tegenover, maar besluit de door Severin voorgestelde rol toch te aanvaarden.
Ze verhuizen naar Florence waar Wanda Severin behandelt als haar dienaar en voor dat doel ook drie Afrikaanse vrouwen in dienst neemt. De relatie loopt stuk wanneer Wanda een man ontmoet waaraan zij zichzelf wenst te onderwerpen. Vernederd door deze man, verliest Severin zijn interesse voor Wanda en verlaat haar.
Severin, gevraagd naar de moraal van het verhaal door de verteller (die de dominerende kant van Severin gezien heeft), verklaart dat de vrouw alleen de slaaf of dienaar van de man kan zijn en dat deze onbalans alleen opgeheven kan worden als de vrouw dezelfde rechten verkrijgt als de man en zij zijn gelijke is in zowel scholing als werk.

## Vertalingen en vertolkingen
De novelle werd vijfmaal in het Nederlands vertaald. In 1966, 1969 en 1971 telkens eenmaal en twee keer in 2014. Het werd verschillende keren verfilmd (onder andere door Polánski in 2013) en er werd een Broadway-toneelstuk op gebaseerd. Daarnaast vormde het de inspiratiebron voor het nummer Venus in Furs van The Velvet Underground.

## Verfilmingen
- Venus in Furs (1967) van regisseur Joe Marzano, met Barbara Ellen.
- Venere in pelliccia (1969) van regisseur Massimo Dallamano, met Laura Antonelli en Régis Vallée.
- Paroxismus (1969) van regisseur Jesús Franco, met James Darren, Maria Rohm en Klaus Kinski.
- Verführung: Die grausame Frau (1985) van regisseurs Elfi Mikesch en Monika Treut, met Mechthild Großmann en Udo Kier.
- Venus in Furs (1995) van regisseurs Maartje Seyferth en Victor Nieuwenhuijs, met Anne van der Ven en André Arend van Noord.
- La Vénus à la fourrure (2013) van regisseur Roman Polański, met Emmanuelle Seigner en Mathieu Amalric.